# اتنزامید
اتنزامید (انگلیسی: Ethenzamide) (۲-اتوکسی بنزامید) یک داروی ضد درد و ضدالتهابی رایج است که برای تسکین تب، سردرد و سایر دردها و دردهای جزئی به کار می‌رود. همچنین این ماده در داروهای متعدد سرماخوردگی و بسیاری از داروهای ضد درد تجویز می‌شود. این دارو به عنوان داروی بدون نسخه در ژاپن، اغلب در ترکیب با کافئین و استامینوفن استفاده می‌شود. موارد کاربرد آن در دندان درد، گرفتگی قاعدگی، سردرد و تب به بازار عرضه می‌شود.
این دارو در درون بدن به سالیسیل‌آمید متابولیزه می‌شود.